# Clark County (Indiana)
Clark County is een county in de Amerikaanse staat Indiana.
De county heeft een landoppervlakte van 971 km² en telt 96.472 inwoners (volkstelling 2000). De hoofdplaats is Jeffersonville.

## Bevolkingsontwikkeling

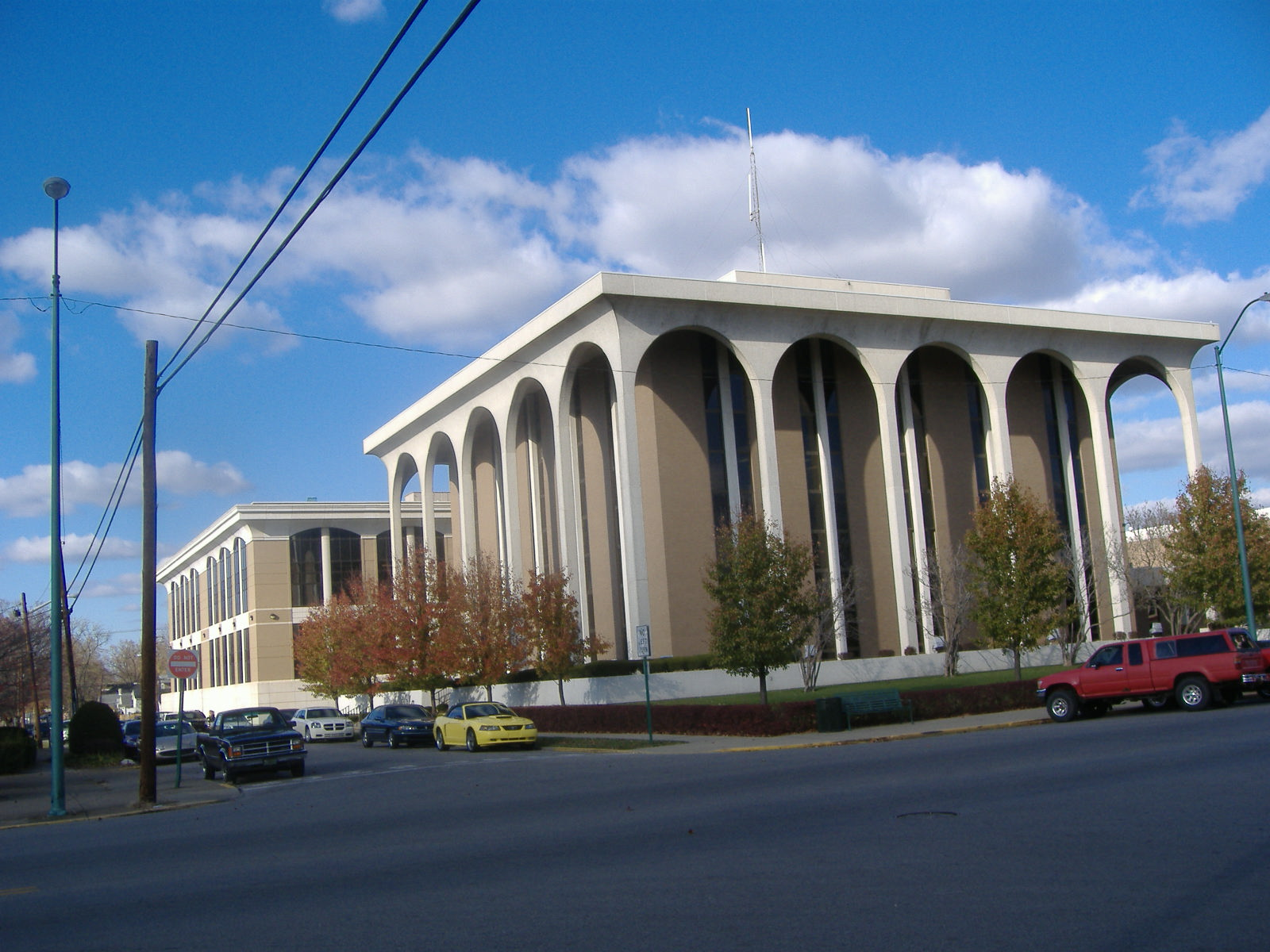
Clark County Courthouse